# Британсько-ірландські відносини
Відносини Ірландії та Великої Британії, які також називаються ірландсько-британськими відносинами, або англо-ірландськими відносинами — це відносини між державами Ірландією та Сполученим Королівством. Три адміністрації Великої Британії в Шотландії, Уельсах та Північній Ірландії та три залежності території Британської корони: острів Мен, Джерсі та Гернсі, також беруть участь у багатосторонніх органах, створених між двома державами.
Починаючи з 1600-х років, всі ці сфери були пов'язані політично, досягнувши розквіту в 1801 р.у зв'язку зі створенням Сполученого Королівства Великої Британії та Ірландії. Близько п'яти шостих частин острова Ірландія відокремилася від Сполученого Королівства в 1921 році як Ірландська вільна держава. Історично на відносини двох держав сильно впливали питання, що виникали внаслідок їх спільної (і часто неспокійної) історії, незалежності Ірландської вільної держави та управління Північною Ірландією. Сюди входять розділ Ірландії та умови сецесії Ірландії, її конституційні стосунки та зобов'язання перед Великою Британією після проголошення незалежності та спалах політичного насильства в Північній Ірландії. Крім того, високий рівень торгівлі між двома державами, їхнє близьке географічне положення, їх спільний статус островів у Європейському Союзі, спільна мова та тісні культурні та особисті зв'язки означають, що розвиток політичних подій в обох державах часто ішли в ногу один за одним.
Сьогодні громадянам Ірландії та Британії надаються рівноцінні взаємні права та (за невеликою кількістю незначних винятків) між Ірландією, Великою Британією та Коронними залежностями існує спільна зона подорожей. Британо-ірландська міжурядова конференція виступає офіційним форумом для співробітництва між урядом Ірландії та урядом Сполученого Королівства з питань, що становлять взаємний інтерес, і, зокрема, щодо Північної Ірландії. Два інших органи, Британсько-Ірландська рада та Британо-Ірландська Парламентська асамблея, виступають форумом для обговорення між керівниками та асамблеями, відповідно до регіону, таких питань як перенесені регіони у Великій Британії та три коронні залежності. Співпраця між Північною Ірландією та Ірландією, включаючи проведення спільної політики в певних районах, відбувається через Північну/Південну Раду міністрів. У 2014 році прем'єр-міністр Великої Британії Девід Кемерон та ірландський Таоїзех Енда Кенні підкреслили, що відносини між двома країнами є «найвищими за весь час».
І Ірландія, і Велика Британія приєдналися до Європейського Союзу (тоді Європейських Співтовариств) у 1973 р. Однак, три коронні залежності залишаються за межами ЄС. У червні 2016 року Велика Британія провела референдум, на якому більшість проголосувала за вихід з Євросоюзу, але більшість виборців Північної Ірландії проголосували за продовження перебування в ЄС, хоча влада не погодилась з цим.

## Передумови
Стосунки між людьми, що населяли Британські острови існували стільки, скільки ми знаємо їхню історію. Романо-британець Патрицій, пізніше відомий як святий Патрик, приніс християнство до Ірландії, і після падіння Римської імперії місіонери з Ірландії знову ввели християнство у Британії.
Розширення гельської культури на те, що стало відомим як Шотландія (після латинського Scoti, що означає Гельс), принесло тісні політичні та сімейні зв'язки між людьми в Ірландії та у Великій Британії, що тривали від раннього середньовіччя до 17 століття, включаючи загальну Гельську мову, якою розмовляли на обох островах. Норвезькі Гелі в Королівстві Дублін та нармандська навала на Ірландію додали релігійні, політичні, економічні та соціальні зв'язки між Нортумбрією та Уельсом з Ленстером на Бліді, на острові Мен та Галлоуей, включаючи Гіберно-Англійську.
Війна і колонізація протягом 16-17 століть перенесли Ірландію під безпечний контроль Англії. Однак це було ціною великого обурення щодо права власності на землю та нерівних законів. Це призвело до того, що гельські зв'язки між Шотландією та Ірландією різко впали протягом 17 століття, включаючи розділення гельської мови на дві різні мови.
Таємні товариства, які протистояли і підтримували британське правління насильницькими засобами, розроблені у 18 столітті, завдяки їм було влаштовано кілька відкритих заколотів, особливо це стосується повстання 1798 року. Хоча Ірландія майже здобула незалежність від Великої Британії в 1782 році, королівства Великої Британії та Ірландії були об'єднані в 1801 році, щоб утворити Сполучене Королівство Великої Британії та Ірландії.
Насильницькі та конституційні кампанії 19 століття за автономію чи незалежність завершилися виборами 1918 року, повернувши майже 70 % місць Сінну Феєну, який оголосив ірландську незалежність від Британії та створив парламент у Дубліні та проголосив незалежність Ірландії від Великої Британії. Після цього почалася війна за незалежність, яка закінчилася Англо-Ірландським договором 1922 р., який розділив Ірландію на Ірландську вільну державу, яка набула статусу панування у складі Британської імперії, та перетворену адміністрацію в Північній Ірландії, яка залишалася частиною Великої Британії. У 1937 році Ірландія оголосила себе повністю незалежною від Великої Британії.

### Політичний опис
Сьогодні на Британських островах є дві суверенні держави: Ірландія (альтернативно її називають Республікою Ірландія) та Сполучене Королівство Великої Британії та Північної Ірландії. Велика Британія включає чотири країни, що входять до складу Сполученого королівства. Всі, окрім Північної Ірландії, в певні моменти були незалежними державами.
Існують також три коронні залежності, Гернсі, Джерсі та Острів Мен, в архіпелазі, які не входять до складу Сполученого Королівства, хоча Сполучене Королівство несе відповідальність за певні справи, такі як міжнародні справи та забезпечення належного управління, від імені Британської корони, і може безпосередньо законодавчо їх спрямовувати. Вони є учасниками спільних установ, створених між Ірландією та Сполученим Королівством відповідно до Угоди про Велику п'ятницю. Залежності Великої Британії та Корони утворюють Британські острови.
Делеговані адміністрації Сполученого Королівства та три коронних залежності також беруть участь у спільних установах, створених згідно з Угодою про Велику п'ятницю.
Британський монарх був главою держави всіх цих держав та країн архіпелагу від Союзу корон у 1603 р., допоки їх роль в Ірландії не стала неоднозначною з набуттям чинності Конституції Ірландії в 1937 р. Решта функцій монарха в Ірландії була передана президенту Ірландії, з набуттям чинності Закону про Республіку Ірландію в 1949 році.

### Академічні перспективи
У вивченні та розумінні відносин між Ірландією та Великою Британією є важливими декілька наукових перспектив. Важливі напрямки наукових досліджень включають дослідження ідентичності, особливо британської та ірландської, та дослідження основних політичних рухів, таких як сепаратизм, уніонізм та націоналізм. Поняття постнаціоналізму — це також сучасний напрям у вивченні історії, культури та політики на островах.

## Конфлікт після проголошення незалежності

### Комісія щодо кордону
На наступний день після створення Ірландської вільної держави палати парламенту Північної Ірландії вирішили звернутися до короля, щоб відмовитися визнавати Ірландську вільну державу [6] Відразу після цього виникла необхідність врегулювати узгоджений кордон між Ірландською вільною державою і Північною Ірландією. У відповідь на це питання була створена Комісія за участю представників уряду Ірландської вільної держави, уряду Північної Ірландії та уряду Сполученого Королівства, яка очолила б Комісію. Зрештою, і після деяких суперечок, теперішній кордон був встановлений не Комісією, а угодою між Сполученим Королівством (включаючи Північну Ірландію) та Ірландською вільною державою.

### Англо-ірландська торгова війна
Суперечка виникла в 1930 році щодо питання відмови ірландського уряду відшкодувати Сполученому Королівству «земельними рентами». Ці ануїтети були отримані з пільгових позик, які фінансувалися державою, ірландським фермерам-орендарям до незалежності, щоб вони могли викупити свої господарства у поміщиків. Ці позики мали на меті вирішити питання власності на землю в Ірландії, що виникло внаслідок війн 17 століття. Відмова ірландського уряду передати кошти, зібрані з цих позик британському уряду, призвела до відплати і ескалації торгової війни між двома державами з 1932 по 1938 роки, періоду, відомого як англо-ірландська торгова війна або економічна війна.
У той час як Велика Британія менш постраждала від економічної війни, економіка Ірландії була фактично знищена внаслідок відпливу капіталу. Безробіття було надзвичайно високим, а ускладнювали труднощі наслідки Великої депресії. Уряд закликав людей підтримувати протистояння з Великою Британією як певні національні труднощі, які мають поділяти усі громадяни. Тиск, особливо з боку сільгоспвиробників з Ірландії та експортерів у Велику Британію, призвів до угоди між двома урядами у 1938 р., яка і вирішила суперечку.
Під час цієї «економічної війни» було створено багато нових галузей. Практично повне заміщення імпорту було досягнуто в багатьох секторах за захисним тарифним бар'єром. Ці галузі виявилися цінними у роки війни, оскільки зменшили потребу в імпорті. Відповідно до умов англо-ірландської торговельної угоди, всі мита, введені протягом попередніх п'яти років, були скасовані, але Ірландія все ще мала право встановлювати тарифи на імпорт до Великої Британії для захисту нових ірландських галузей «немовлят». Ірландія повинна була сплатити Великій Британії одноразову суму 10 мільйонів фунтів стерлінгів (на відміну від щорічних виплат у розмірі 250 000 фунтів стерлінгів протягом 47 років). Але, мабуть, найбільш значущим результатом було повернення так званих «Договорів Портів», трьох портів в Ірландії, які підтримуються Великою Британією як суверенні бази на умовах Англо-Ірландського договору. Передача цих портів сприяла нейтралітету Ірландії під час Другої світової війни та значно ускладнила Британії забезпечення безпеки Атлантичних Конвеїв.

### Статті 2 та 3 та назваІрландія
незалежною державою, але прямо у Конституції не оголошувалось Ірландію республікою. Однак це змінило назву держави з Ірландської Вільної Держави на Ірландію (або Éire в ірландській мові). Вона також містила претензії іредентистів щодо Північної Ірландії, вказуючи, що «національна територія [держави Ірландії] складається з усього острова Ірландії» (стаття 2). Це певним чином вимірювалося статтею 3, де сказано, що "До реінтеграції національної території … закони, прийняті парламентом [Ірландії], мають таку ж область та ступінь застосування, що й закони Saorstat Éireann "(Saorstát Éireann — назва ірландської мови Ірландської вільної держави).
Сполучене Королівство спочатку прийняло зміну назви в Ірландію. [9] Однак згодом воно змінило свою думку і прийняло законодавство, яке передбачало, що ірландський штат може бути названий Ейром (особливо без фади) у британському законодавстві. Деякий час Велику Британію підтримували деякими інші країні Співдружності. Однак до середини 1960-х назва «Ірландія» була прийнятою дипломатичною назвою Ірландської держави.
Під час етнонаціоналістичного конфлікту у Північній Ірландії, незгода призвела до прохання про видачу підозрюваних у тероризмі Верховному суду Ірландії. Все більш позитивні відносини між двома державами вимагали від обох досліджувати всі моменти, що викликають незгоду. Наприклад, хоча Велика Британія не погодилася б з встановленням Мері Робінсон на посаду президента Ірландії, на офіційному візиті до королеви Єлизавети II (перший такий візит в історії двох держав), вони погодилися називати її "президент Робінсон з Ірландії ".
Як наслідок мирного процесу в Північній Ірландії, статті 2 та 3 були змінені в 1999 році, формалізуючи спільне ірландське та британське громадянство в Північній Ірландії, знявши претензію на іредреніста та створивши положення про спільні "[інститути] з виконавчими повноваженнями та функціями … в повагу всієї чи будь-якої частини острова ".

### Криза зречення та Закон Республіки Ірландія
Ірландська вільна держава управлялася, принаймні до 1936 р.,як конституційна монархія, що пов'язана з Великою Британією. Король мав низку символічно важливих обов'язків, включаючи здійснення виконавчої влади держави, призначення Кабінету та оприлюднення законів. Однак, коли Едуард VIII запропонував руку і серце Уолліс Сімпсон, американській соціалістці та розлучниці, у 1936 році, це спричинило конституційну кризу по всій Британській імперії. У хаосі, який настав після цього, Ірландська вільна держава скористалася можливістю внести зміни до своєї Конституції та усунути всі функції короля, крім однієї: представництва держави за кордоном.
У 1937 р. була прийнята нова конституція, яка закріпила незначну роль монарха, передавши багато функцій, які виконував король до 1936 р. на новому офісу президента Ірландії, які були описані так: "мати перевагу над усіма іншими особами в державі ". Однак конституція 1937 р. прямо не декларувала, що держава є республікою, ні що Президент є главою держави. Без чіткої згадки король продовжував зберігати свою роль у зовнішніх відносинах, і Вільна держава Ірландії продовжувала вважатись членом Британської Співдружності та асоціюватися з Великою Британією.
У період з грудня 1936 р. по квітень 1949 р. було незрозуміло, чи є Ірландська держава республікою чи формою конституційної монархії та (з 1937 р.) чи її головою держави був президент Ірландії (Дуглас Гайд до 1945 р., І Сеан Т. О'Келлі згодом) або король Ірландії (Джордж VI). Точний конституційний статус держави в цей період був предметом наукової та політичної суперечки.
Стан невизначеного статусу держави закінчився в 1949 р., коли Акт про Республіку Ірландію позбавив короля його ролі у зовнішніх відносинах і заявив, що держава може бути характеризована як Республіка Ірландія. Рішення зробити це було раптовим та одностороннім. Однак це не призвело до сильно напружених відносин між Ірландією та Великою Британією. Питання глави Ірландської держави з 1936 по 1949 рік багато в чому було питанням символізму і мало практичне значення. Відповідь Великої Британії полягала в тому, що за законодавством вона не віддасть Північну Ірландію Ірландській державі без згоди парламенту Північної Ірландії.
Одним із практичних наслідків явного оголошення держави республікою в 1949 році було те, що воно автоматично припиняло членство держави у Британській Співдружності відповідно до діючих, на той час, правил. Однак, незважаючи на це, Сполучене Королівство законодавчо закріпило те, що за громадяни Ірландії зберігались схожі права як і в суб'єктів Співдружності та ірландці не повинні розглядатися як іноземці.
Акт Республіки Ірландія набув чинності 18 квітня 1949 р. Через десять днів, 28 квітня 1949 р., Правила Співдружності Націй були змінені Лондонською декларацією, для того щоб коли Індія оголосила себе республікою, їй не довелося б залишати Співдружність. Перспектива приєднання Ірландії до Співдружності навіть сьогодні періодично розглядається, але ірландський уряд офіційно ніколи цього не ставив на порядок денний.

### Топоніми
Незначним джерелом антагонізму між Британією та Ірландією є визначення назви архіпелагу, в якому вони обидві знаходяться. Назва є загальновідомою як Британські острови, проте цій назві протистоять деякі ірландці, і її використання заперечує уряд Ірландії.
Представник посольства Ірландії в Лондоні нещодавно сказав: "Британські острови мають вважаються їхніми, як ніби ми все ще є частиною Імперії. Ми незалежні, ми не є частиною Великої Британії, навіть не в географічному плані. Ми заперечуємо його використанню. ".
Не існує єдиної думки щодо іншої назви островів. На практиці два уряди та спільні установи архіпелагу уникають використання цього терміна, часто використовують евфемізм ці острови замість будь-якого терміну.

### Етнонаціоналістичний конфлікт в Північній ІрландіїПРОБЛЕМИ
Політичне насильство спалахнуло в Північній Ірландії в 1968 році після сутичок щодо кампанії за громадянські права. Кампанія за громадянські права вимагала припинити інституціоналізовану дискримінацію націоналістів союзним урядом Північної Ірландії. У міру посилення насильства, заворушення та напади націоналістичних та профспілкових груп почали дестабілізувати провінцію і вимагали присутності британських військ на місцях.
Після заворушень Республіка Ірландія висловила стурбованість ситуацією. У телевізійному ефірі Таоізех Джек Лінч заявив, що ірландський уряд не може «більше стояти на місці», в той час як сотні людей отримали травми. Це трактувалося як загроза військового втручання. У той час як план вторгнення Ірландії на Північну Ірландію був відхилений урядом Ірландії, секретний ірландський урядовий фонд виділив суму у розмірі 100 000 фунтів стерлінгів на допомогу біженцям від насильства. Деякі активніші націоналістичні міністри Ірландії були викриті у 1970 році, коли з'ясувалося, що частина фонду була приховано витрачена на купівлю зброї для націоналістів.
Розлючені натовпи спалили посольство Великої Британії в Дубліні на знак протесту проти розстрілу британськими військами 13 мирних жителів у Деррі, Північна Ірландія в Криваву неділю (1972 р.), а в 1981 р. протестувальники намагалися штурмувати посольство Великої Британії у відповідь на голодування ІРА з цього приводу. У 1978 р. Судовий розгляд Європейського суду з прав людини (ЄСПЛ) проти Ірландії проти Сполученого Королівства постановив, що методи, застосовувані при допиті в'язнів у Північній Ірландії, «становили практику нелюдського та принизливого поводження», порушуючи Європейську конвенцію з прав людини.
Спроба двох урядів політично вирішити конфлікт у Північній Ірландії у 1972 році через Угоду про Суннінгдейл зазнала невдачі через опозицію жорстких фракцій Північної Ірландії. Не вирішивши конфлікту у 1984 році уряд Ірландії створив Форум Нової Ірландії для пошуку рішень. У той час як прем'єр-міністр Великої Британії Маргарет Тетчер відхиляла пропозиції форуму, вона повідомила думку британського уряду, і, як кажуть, вона дала мандат ірландському Таоізеху Гарре Фіцджералу під час переговорів щодо англо-ірландської угоди 1985 року, яка була спрямована на вирішення конфлікту. Декларація Даунінг-стріт 1992 р. Додатково закріпила погляди обох урядів, а Угода про Страсну п'ятницю 1998 р. Врешті стала основою миру в провінції.
У 1982 році Міністерство закордонних справ Ірландії створило «Фонд примирення», щоб підтримати організації, робота яких спрямована на поліпшення взаємозв'язків або відносин Північ — Південь. З 2006 року міністр закордонних справ проводить щорічний «Форум примирення» у Дубліні.

### Брексит
Існує суперечка про те, який вплив Британія матиме коли вона вийде з Європейського Союзу, зокрема на кордоні між Ірландією та Північною Ірландією, та вплив, який він може бути на економіку та населення острова, на митні чи імміграційні чеки, що поставлять на кордоні. Він був визначений як один із трьох найважливіших напрямків, які необхідно вирішити для досягнення угоди про відкликання.
Народ Великої Британії проголосував за вихід з Європейського Союзу на необов'язковому референдумі 23 червня 2016 року, це акт, який фактично перетворює кордон Республіки Ірландія та Північна Ірландія на зовнішній кордон ЄС. Через відсутність одного законодавства всі референдуми у Великій Британії не мають юридичної сили, що було підтверджено суддею Верховного Суду у листопаді 2016 року. Незважаючи на це, уряд Великої Британії вирішив продовжити вихід із Європейського Союзу. Усі сторони заявили, що хочуть уникнути жорсткого кордону в Ірландії, особливо через чутливий характер самого кордону.

## Угода Страсної п'ятниці
Конфлікт у Північній Ірландії, а також розділення обох урядів, як не парадоксально, також призвів до все тіснішої співпраці та покращення відносин між Ірландією та Великою Британією. На зустрічі 1981 р. Між двома урядами була створена англо-ірландська міжурядова рада. Це положення було додатково розвинене в 1985 р. в рамках англо-ірландської угоди, згідно з якою два уряди створили англо-ірландську міжурядову конференцію, в рамках англо-ірландської міжурядової ради, як регулярний форум для урядів двох країн для досягнення згоди щодо "(i) політичного (ii) питання безпеки та пов'язаних з цим питань; (iii) правові питання, включаючи здійснення правосуддя; (iv) сприяння транскордонному співробітництву ". Конференція «в основному стосувалася Північної Ірландії; проте деякі з питань, що розглядаються, стосувались спільних дій в обох частинах острова Ірландія, а можливо, і у Великій Британії». Угода також рекомендувала створити англо-ірландський Міжпарламентський орган, орган, де парламентарі регулярно збиратимуться парламентами палат Ойреатас (Ірландія) та палат Парламенту (Велика Британія) для обміну думками та ідеями. Він був створений у 1990 році як британо-ірландський міжпарламентський орган.
Мирний процес у Північній Ірландії завершився Угодою у Страсну п'ятницю 1998 р., яка ще більше розвинула інститути, створені в рамках цієї англо-ірландської угоди. Були створені нові установи, що перетинаються між собою:
- Напрям I: Асамблея та виконавчий орган у Північній Ірландії на основі системи Д'Хондта;
- Напрям II: Рада міністрів Північ-Південь для розвитку співробітництва та спільної політики в межах острова Ірландія;
- Напрям III:

1. Британсько-Ірландська рада «для сприяння гармонійному та взаємовигідному розвитку сукупності відносин між народами цих островів»
2. нова Британо-Ірландська міжурядова конференція, створена відповідно до Британсько-Ірландської угоди, замінила Англо-Ірландську міжурядову раду та Англо-Ірландську міжурядову конференцію.

Обсяг Британсько-Ірландської міжурядової конференції ширший, ніж початкова Конференція, і покликаний "об'єднати британські та ірландські уряди для сприяння двосторонньому співробітництву на всіх рівнях з усіх питань, що становлять взаємний інтерес, що належать до компетенції обох урядів. " Конференція також забезпечує спільну інституцію для уряду Північної Ірландії з питань, що не стосуються її компетенції (або всіх питань, коли Асамблея Північної Ірландії припиняє роботу). Однак Велика Британія зберігає остаточний суверенітет над Північною Ірландією. Представники Північної Ірландії беруть участь у Конференції, коли стосується питань, які торкаються Північної Ірландії.
Члени Британсько-Ірландської ради (іноді її називають Радою островів) — це представники ірландського та британського урядів, адміністрацій, Північної Ірландії, Шотландії та Уельсу, разом з представниками острова Мен та Каналських островів. Вона регулярно збирається для обговорення питань, що становлять взаємний інтерес, члени поділені на робочі частини (наприклад, енергетика, навколишнє середовище або житло), що виділяються окремим членам для роботи та звітності.
Англо-ірландський міжпарламентський орган розвивався незалежно за той самий період, з часом став відомий як Британсько-Ірландська Парламентська Асамблея та включав членів від перенесених адміністрацій Великої Британії та Коронних залежностей.
Розвиток цих інституцій дали поштовх таким діям, як візит Мері Робінсон (як президента Ірландії) до королеви Єлизавети II (королеви Великої Британії), вибачення Тоні Блера (як прем'єр-міністра Великої Британії) ірландцям за невдачі британського уряду під час Великого голоду 1845—1852 рр. та створення парку островів Ірландії миру. Державний візит королеви Єлизавети II до Ірландії в травні 2011 року — включаючи покладання вінка до меморіалу бійцям IRA в англо-ірландській війні — символічно закріпив зміну відносин між двома державами після передачі повноважень поліції та правосуддя до Північної Ірландії. Візит відбувся через століття після того, як її дід, король Джордж V, був останнім монархом Великої Британії, який відвідав з державним візитом Ірландію в липні 1911 року, тоді як вона все ще була частиною Сполученого Королівства.